# Catherine Deneuve
Catherine Deneuve, född Catherine Fabienne Dorléac den 22 oktober 1943 i Paris, är en fransk skådespelare. Hon är yngre syster till Françoise Dorléac.

## Biografi
Catherine Deneuve gjorde filmdebut redan som 13-åring i Les Collégiennes. Hon upptäcktes av Roger Vadim som tidigare arbetat med Brigitte Bardot och som nu anställde Deneuve i sina filmer. Sitt stora genombrott fick hon sju år senare i Paraplyerna i Cherbourg.
Deneuve blev snabbt en av Frankrikes populäraste kvinnliga skådespelare och gjorde även internationell karriär. Hon var gift med den brittiske fotografen David Bailey från 1965 till 1972.
Deneuve har sonen Christian, född 1963, med Roger Vadim och dottern Chiara, född 1972, med Marcello Mastroianni.

## Filmografi i urval
- 1964 – Paraplyerna i Cherbourg
- 1965 – Repulsion
- 1966 – Varelserna
- 1967 – Belle de jour – dagfjärilen
- 1967 – Flickorna i Rochefort
- 1968 – Mayerlingdramat
- 1969 – April april
- 1969 – Sirenen från Mississippi
- 1970 – Tristana
- 1970 – Flickan med åsneskinnet
- 1971 – Det händer bara andra
- 1972 – De kriminella
- 1977 – Marschera eller dö
- 1980 – Sista tåget
- 1983 – Blodshunger
- 1992 – Indochine
- 1993 – Ma saison préférée
- 1996 – Tjuvarna
- 1998 – Place Vendôme
- 1999 – Time Regained
- 1999 – Väst-öst
- 2000 – Dancer in the Dark
- 2001 – The Musketeer
- 2002 – 8 kvinnor
- 2004 – Kung och drottning
- 2004 – Tiderna förändras
- 2005 – Palais royal!
- 2006 – Le concile de pierre
- 2007 – Persepolis (röst)
- 2008 – En julberättelse
- 2010 – Potiche - En fransk troféfru
- 2010 – Identity of a Killer
- 2011 – Les bien-aimés
- 2012 – Asterix & Obelix och britterna
- 2019 – Sanningen